# Włodzimierz Błocki

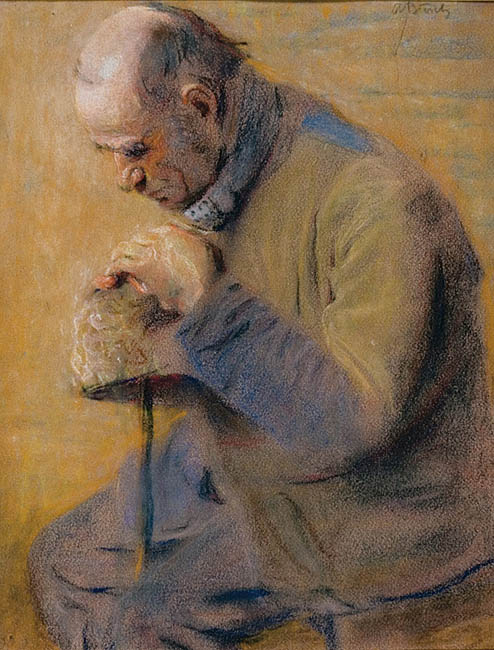
Zamyślony starzec, pastel

Włodzimierz Błocki (ur. w 1885 we Lwowie, zm. 26 czerwca 1920 w Zakopanem) – polski malarz i grafik działający we Lwowie.

## Życiorys
Studiował w latach 1904-1910 w Akademii Sztuk Pięknych w Krakowie, pod kierunkiem Leona Wyczółkowskiego, Konstantego Laszczki i Józefa Pankiewicza. W 1911 r. z przyjacielem Teodorem Grottem wyjechał do Włoch, odwiedził m.in. Rzym, Neapol, Florencję i Sycylię. W 1914 przebywał w Paryżu i Monachium, w tym czasie znalazł się pod wpływem impresjonistów francuskich.
Włodzimierz Błocki mieszkał i pracował we Lwowie, zdobył znaczną popularność jako portrecista i pejzażysta. Malował również sceny rodzajowe i symboliczne oraz akty. Posługiwał się techniką olejną, akwarelą i pastelami. Uprawiał również grafikę, tworzył akwaforty, akwatinty i litografie. Według profesora Tadeusza Dobrowolskiego – twórca ... [obrazów] wyprzedzających nowoczesny koloryzm.
Artysta chorował na gruźlicę, ostatni rok życia spędził w Zakopanem, zmarł przedwcześnie w 35. roku życia. Został pochowany na Nowym Cmentarzu w Zakopanem (kw. K6-10-4).

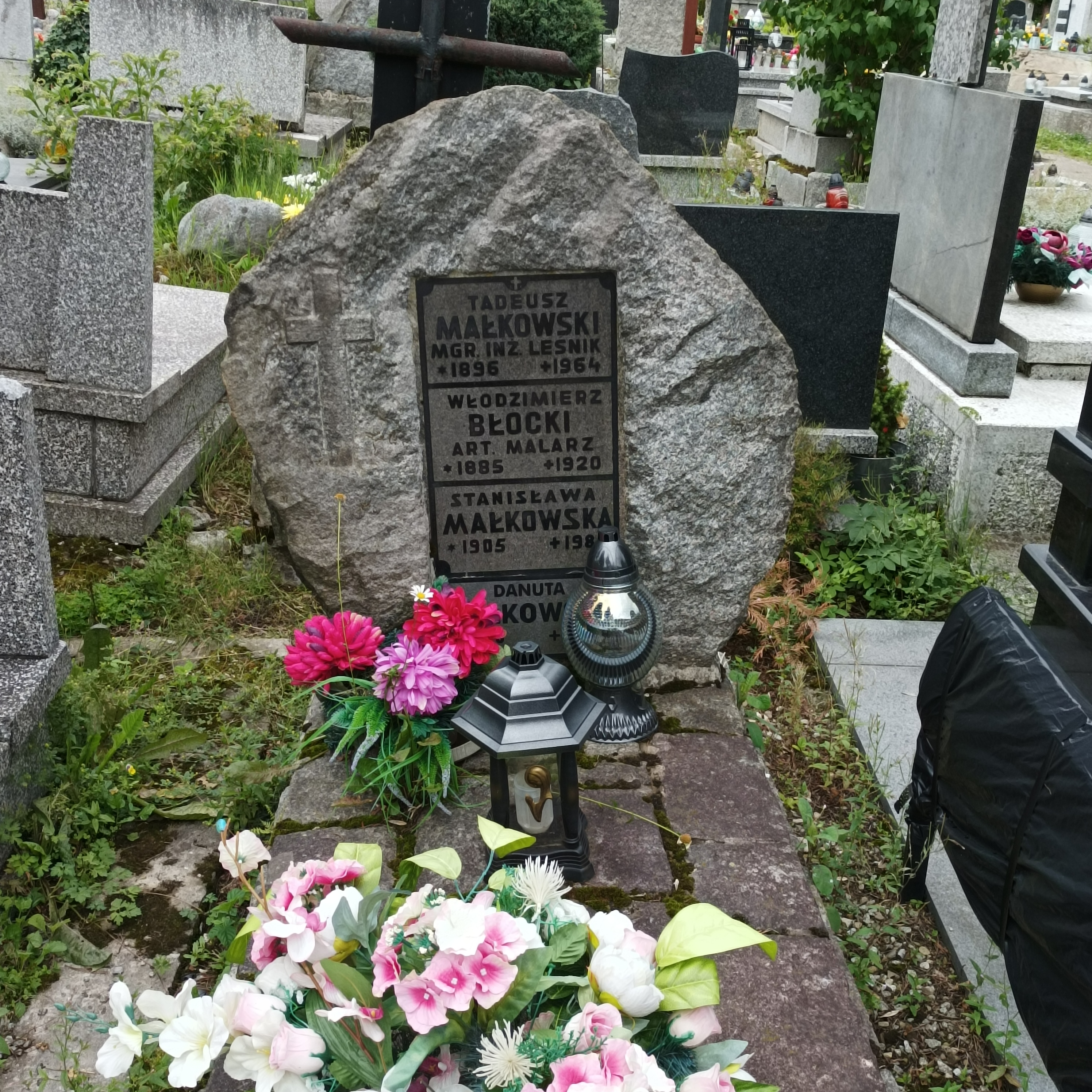
Grób Włodzimierza Błockiego na Nowym Cmentarzu w Zakopanem

## Wybrane prace
- Chora dziewczynka, 1910
- Portret dziewczynki, 1911
- Tancerka, 1911
- Jasna pani, 1913
- Hołd trzech króli, 1913
- Zaloty

Cykle akwafort:
- Florencja,
- Erotyki
- Pocałunek śmierci, 1908

Prace Błockiego znajdują się w zbiorach Muzeum Narodowego w Krakowie i w gabinecie rycin Biblioteki Jagiellońskiej.

## Literatura dodatkowa
- Tadeusz Seweryn: Błocki Włodzimierz. W: Polski Słownik Biograficzny. T. 2: Beyzym Jan – Brownsford Marja. Kraków: Polska Akademia Umiejętności – Skład Główny w Księgarniach Gebethnera i Wolffa, 1936, s. 138. Reprint: Zakład Narodowy im. Ossolińskich, Kraków 1989, ISBN 83-04-03291-0